# Байсак Михайло Григорович
Байс́ак Миха́йло Григо́рович (* 13 квітня 1921 — † 6 квітня 2007) — український письменник, військовий і громадський діяч, контрадмірал у відставці. В останні роки життя — голова Севастопольського відділення Всеукраїнського об'єднання ветеранів війни.

## Біографія
Народився 13 квітня 1921 року в селі Овнянка (нині Щасливе) Олександрійського району Кіровоградської області в селянській сім'ї.
У 1939—1940 роках працював секретарем райкому комсомолу в Петрівському районі на Кіровоградщині. Наприкінці 1940 року був призваний на строкову службу на Чорноморський флот, де закінчив школу озброєння навчального загону за фахом торпедист.

### Німецько-радянська війна
З початком Німецько-радянської війни призначений у склад 1-го Севастопольського морського полку. З першого і до останнього дня М. Г. Байсак активно брав участь у обороні Севастополя. За відвагу, проявлену в боях, Михайло Байсак був зарахований в кадри політскладу, йому було присвоєне звання молодший політрук та призначено на посаду заступника політрука у 8-у бригаду морської піхоти Чорноморського флоту.
Мужність і відвагу молодий офіцер проявив і в останні дні оборони міста, коли командування СОРу фактично полишило захисників Севастополя напризволяще. 29 червня 1942 року Байсак разом із групою матросів, якими командував, вступив у сутичку з німецьким десантом, що висадився на Графській пристані. В ході бою політрук особисто знищив з кулемета понад 50 гітлерівців.
Наступного дня, коли в Севастополі припинився організований опір, Байсак організував з бійців розрізнених частин в районі Козачої бухти роту автоматників і протягом двох тримав оборону на мисі Херсонес, знищивши до батальйону ворожої піхоти і два танки.
Коли закінчилися боєприпаси, а від роти залишилося зовсім мало людей, політрук Байсак разом з 12 червонофлотцями вийшов у море на невеликому нашвидку збитому з підручних матеріалів плотику. Після нальоту ворожих літаків на плоті в живих залишилося лише двоє моряків і важкопоранений, в несвідомому стані, Михайло Байсак, які були знайдені і доставлені в Новоросійськ сторожовим катером в ніч на 4 липня.
Після евакуації Михайло Байсак був призначений у маневренно-маніпуляторний гідрографічний загін, у складі якого брав участь у обороні Кавказу, Новоросійській десантній операції.
За «мужність і героїзм, проявлені на фронті боротьби з німецько-фашистськими загарбниками» Михайло Григорович Байсак був представлявся до присвоєння звання Героя Радянського Союзу, але нагороду так і не отримав.

### Післявоєнний період

Тральщик «Міна»
Ілюстрація з журналу «Моделіст-конструктор»

З 1944 по 1950 рік Михайло Байсак — заступник командира з політичної частини базового тральщика ЭМТЩ-407 «Міна». Брав участь у бойовому траленні комунікацій Чорного моря, бухт Севастополя.
У 1950—1951 роках капітан 3-го рангу Байсак працював інструктором Головного політуправління ВМФ СРСР, з 1951 по 1954 рік навчався у Військово-політичної академії імені Леніна. Потім служив заступником командира на есмінцях «Осторожний» Північного флоту і «Бєсслєдний» Чорноморського флоту.
З 1957 року капітан 2-го рангу Байсак — заступником командира бази 41-ї дивізії торпедних катерів Чорноморського флоту. У 1960—1964 роках був заступником командира окремого полку зв'язку Чорноморського флоту, а в 1964—1968 роках займав посаду заступника начальника одного з управлінь МО СРСР.
Після звільнення в запас в 1968 році капітан 1-го рангу Михайло Байсак оселився в Севастополі.

### Письменник, громадський діяч
Після звільнення з лав Збройних Сил, М. Г. Байсак багато уваги приділяв ветеранській роботі: багато років був головою ради ветеранів морської піхоти Чорноморського флоту, головою ради учасників героїчної оборони та визволення Севастополя, першим заступником голови Севастопольської міської ради ветеранів, членом Ради старійшин міста.
За зібраними по крупицях матеріалами і документами періоду оборони Севастополя Михайло Григорович написав документальну повість «Матроси йдуть по землі», яка в 1982 році була відзначена літературною премією імені Олександра Фадєєва. Інші твори Байсака — документальні повісті «Море в огні» (1995 р.), «Тих днів не змовкне слава» (2005 р.), в співавторстві «Нам дорогі їхні імена» (1976 р.), «Вічне світло подвигу» (1995). Михайло Байсак — автор більш ніж півтори тисяч оповідань, нарисів, статей.
Завдяки своїй наполегливій кропіткій роботі Михайло Григорович зумів встановити долю більше ніж 400 однополчан — морських піхотинців, які числилися безвісти зниклими. Його зусиллями вдалося зібрати та передати музеям понад 5 тисяч документів та експонатів.
Михайло Байсак однозначно підтримав проголошення незалежності України та формування флоту молодої незалежної держави. З перших днів створення орггрупи ВМС України не вагаючись запропонував свою допомогу, чим міг сприяв розбудові Військово-Морських Збройних Сил України.
Указом Президента України від 22 червня 2000 року № 817/2000 за «вагомий внесок в захист Вітчизни та активну участь у громадському житті в мирний час» капітану 1-го рангу Байсаку М. Г. присвоєне військове звання контрадмірал.
Помер Михайло Григорович Байсак 6 квітня 2007 на 85-му році життя. Похований в Севастополі.

## Вшанування пам'яті
Ім'я Михайла Байсака занесене в книгу «Солдати XX століття» у розділ «200 видатних діячів сучасності-учасників Великої Вітчизняної війни». Почесний громадянин села Щасливе Олександрійського району Кіровоградської області.

### Нагороди
Нагороджений сімома орденами, в тому числі:
- орденом Богдана Хмельницького III ступеня,
- орденом Червоного прапора,
- двома орденами Червоної Зірки,
- орденом Вітчизняної війни 1 ступеня, а також тридцятьма медалями, серед яких:
- медаль «За бойові заслуги»,
- медаль «За оборону Севастополя»,
- медаль «За оборону Кавказу»